# Analyse des infiniment petits pour l'intelligence des lignes courbes
Ne pas confondre avec l'Introduction à l'analyse des infiniment petits d'Euler.
L'Analyse des infiniment petits pour l'intelligence des lignes courbes est un livre de mathématiques écrit par le marquis de l'Hôpital, publié d'abord anonymement en 1696, puis sous son nom en 1715 lors de la seconde édition. Il est le premier traité de calcul différentiel, Leibniz n'ayant écrit que des articles, mais il se limite au calcul des différences sans aborder l'opération inverse, le calcul intégral.
L'Hôpital s'est appuyé sur les cours que lui avait donnés Jean Bernoulli, ainsi qu'il le dit dans la préface : « je reconnais devoir beaucoup aux lumières de MM. Bernoulli, surtout à celles du jeune présentement professeur à Groningue. Je me suis servi sans façon de leurs découvertes et de celles de M. Leibniz. C'est pourquoi je consens qu'ils en revendiquent tout ce qu'il leur plaira, me contentant de ce qu'ils voudront bien me laisser ».

## Contexte historique

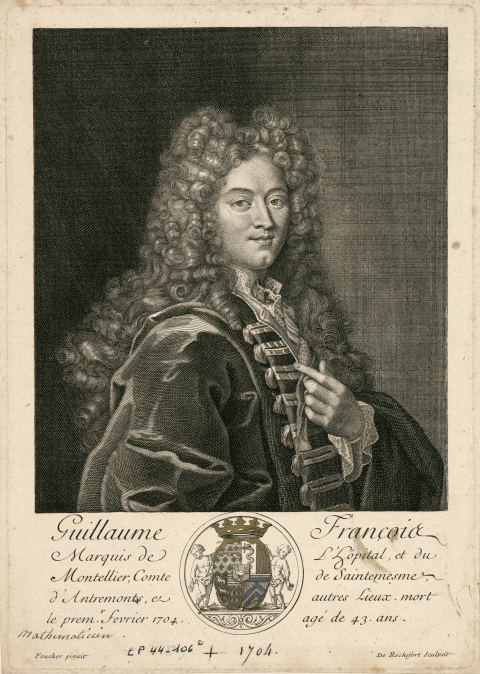
Guillaume de L'Hôpital

L'ouvrage paraît une dizaine d'années après la publication par Leibniz de son algorithme différentio-intégral dans deux articles : Nouvelle méthode pour les maxima et minima, ainsi que les tangentes, qui ne bute ni sur les fractions ni sur les irrationnelles, en 1684, pour les différentielles, et De la géométrie intérieure et analyse des indivisibles comme des infinis, en 1686, pour les intégrations. Grâce aux efforts des frères Bernoulli (Jacques et Jean I), le nouveau calcul a connu de rapides succès dans la résolution des problèmes transcendant la géométrie de Descartes (calcul d'aire, des tangentes à toute courbe, des développées et développantes).
Jean Bernoulli durant son séjour à Paris (1691-1692) fait découvrir le « calcul des différences » aux milieux mathématiques français et donne particulièrement ses leçons au marquis de l'Hôpital : ce sont elles qui sont à l'origine de l’Analyse des infiniment petits. Cependant l'ouvrage ne traite pas de l'opération inverse qui est le calcul intégral, Leibniz lui ayant « écrit qu’il y travaillait dans un Traité qu’il intitule De Scientia infiniti ».
Très vite le nouveau Calculus differentialis trouve des adeptes en France, particulièrement dans les milieux proches de Malebranche : « Reyneau, Jaquemet, Byzance, Bernard Lamy, Varignon, Carré, Rémond de Montmort, Sauveur, Saurin, Guisnée, Renau d'Élisagaray, Fontenelle lui-même, puis Polignac, Nicole, Privât de Molières, etc. ».
Il y a des oppositions, Nieuwentyt en Hollande, La Hire, l'abbé Bignon, le père Gouye, l'abbé Gallois ou Michel Rolle en France. Varignon en témoigne à Jean Bernoulli :

« M. le Marquis de l'Hôpital est encore à la campagne en sorte que je me trouve seul ici chargé de la défense des infiniment petits, dont je suis le martyr tant j'ai déjà soutenu d'assauts pour eux contre certains mathématiciens du vieux style qui, chagrins de voir que par ce calcul les jeunes gens les attrapent et même les passent, font tout ce qu'ils peuvent pour décrier, sans qu'on puisse obtenir d'eux d'écrire contre ; il est vrai que, depuis la solution que M. le Marquis de l'Hospital a donné de votre problème de linea celerrimi descensus, ils ne parlent plus tant si haut qu'auparavant. »

.
Le débat s'envenimant en 1701,, Varignon s'en ouvre directement à Leibniz, dans un échange qui permet de préciser la nature des infiniment petits : des incomparablement petits et non des infinis métaphysiques :
« C'est peut-être ce que vous entendez, Monsieur, en parlant de l'inépuisable ... il suffisait d'expliquer ici l'infini par l'incomparable ... puisque ce qui est incomparablement plus petit entre inutilement en ligne de compte à l'égard de celui qui est incomparablement plus grand que lui. C'est ainsi qu'une parcelle de la matière magnétique qui passe à travers du verre n'est pas comparable avec un grain de sable, ni ce grain avec le globe de la terre, ni ce globe avec le firmament. »
Les objections contre le calcul infinitésimal portaient essentiellement sur les points suivants :
- Le fondement des quantités infiniment petites (les différences {\textstyle \mathrm {d} x} de Leibniz) ou infiniment grandes, et leur maniement analogue aux quantités finies, était mis en doute ; à fortiori, les différences secondes {\textstyle \mathrm {dd} x}infiniment petites devant les différences premières {\textstyle \mathrm {d} x} suscitaient encore plus d'incompréhensions.
- Au besoin on s'autorisait à remplacer {\textstyle x+\mathrm {d} x} par {\textstyle x}, alors que les différences {\textstyle \mathrm {d} x} étaient infiniment petites, mais non nulles.

Pourtant, à l'Académie des sciences de Paris, les avancées considérables du nouveau calcul firent taire les contradicteurs, beaucoup plus rapidement que les oppositions au concept de force vive, qui était chez Leibniz le pendant physique de ses infiniment petits mathématiques. La question de leurs fondements se reposa de nouveau à la fin du XVIIIe siècle et au cours du XIXe siècle, donnant naissance à l'analyse moderne.

## Plan du livre

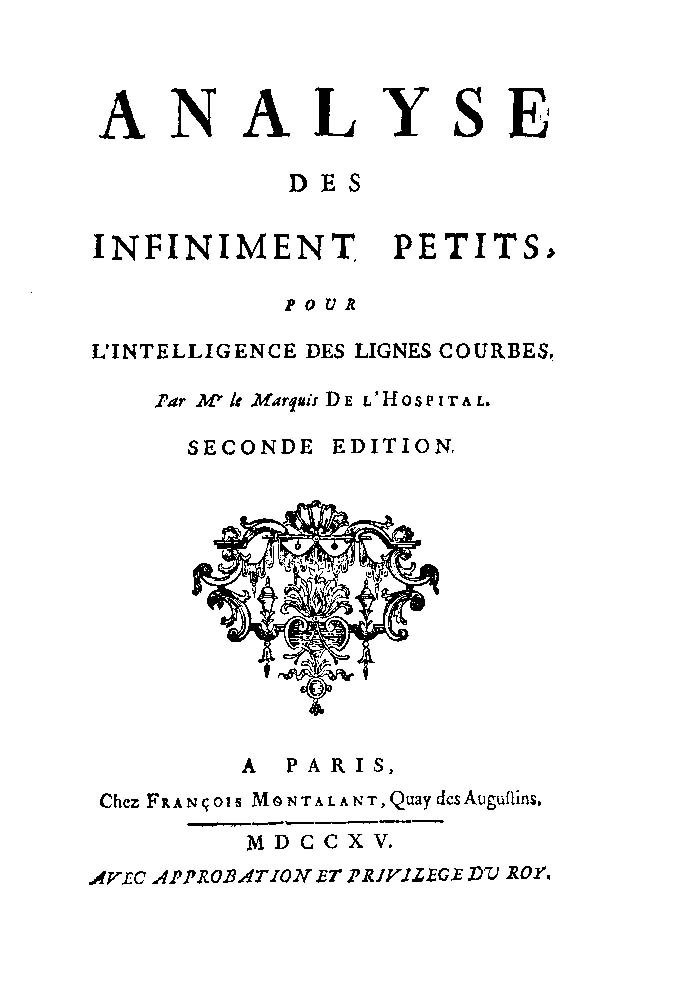
Page de titre de la seconde édition, 1715.

L'ouvrage comporte 182 pages, réparties en dix sections, précédées d'une préface.

### Préface
La préface est un exposé historique, rendant hommage au grands prédécesseurs. Aux Grecs anciens d'abord : « plus les chemins qu'ils ont tenus étaient difficiles et épineux, plus ils sont admirables de ne s’y être pas perdus ». À Descartes ensuite, qui « commença où ses Anciens avaient fini » et créa l'Analyse ordinaire qui « rend facile la solution dune infinité de problèmes qui paraissaient impénétrables avant lui ». À Pascal : « par la considération seule de leurs éléments , c’est-à-dire des infiniment petits, il découvrit des méthodes générales et d’autant plus surprenantes, qu’il ne paraît y être arrivé qu'à force de tête et sans analyse. » À Fermat qui trouva une méthode pour le calcul des tangentes, plus simple que celle de Descartes, mais moins simple que celle de Barrow.
Enfin il rappelle dans sa préface ce qui sépare tous ces achèvements de ce que permet la méthode de Leibniz avec les développements que lui ont donnés Jacques et Jean Bernoulli.

### Section I:«Où l'on donne les règles du calcul des différences»
Cette section décrit le calcul des différences de Leibniz, basé sur les principes suivants.
- Si une quantité variable x varie d'une quantité infiniment petite, cette quantité infiniment petite est appelée différence de x et notée {\textstyle \mathrm {d} x}. La quantité x considérée pourra être une abscisse le long d'un axe, une longueur de courbe, l'aire d'une surface, une mesure d'angle... Il n'est pas précisé ce qu'on entend par infiniment petite, cette notion gardant un sens intuitif jusqu'au milieu du XIXe siècle, où elle sera petit à petit abandonnée[réf. souhaitée].
- On suppose que, dans tout calcul, on peut remplacer une quantité par une autre quantité qui ne diffère de la première que d'une quantité infiniment petite par rapport à elle. Cette supposition ne manquera pas de faire débat. En effet, c'est elle qui donne toute sa puissance au calcul des différences de Leibniz, mais elle manque sérieusement de fondement, la quantité x étant remplacée par une quantité {\textstyle x+\mathrm {d} x} qui ne lui est pas égale, {\textstyle \mathrm {d} x} étant une quantité infiniment petite, mais non nulle.
- Les lignes courbes sont considérées comme l'assemblage d'une infinité de segments de longueur infiniment petite.

Les règles du calcul des différences sont ensuite exposées :
- somme : {\textstyle \mathrm {d} (x+y)=\mathrm {d} x+\mathrm {d} y\,}. En effet, si la quantité {\textstyle x} varie de {\textstyle \mathrm {d} x} et la quantité {\textstyle y}  de {\textstyle \mathrm {d} y}, alors {\textstyle x+y} varie de {\textstyle \mathrm {d} x+\mathrm {d} y\,}.
- produit : {\textstyle \mathrm {d} (xy)=x\mathrm {d} y+y\mathrm {d} x\,}. En effet, si la quantité {\textstyle x}  varie de {\textstyle \mathrm {d} x} et la quantité {\textstyle y}  de {\textstyle \mathrm {d} y}, alors  {\textstyle xy} varie de {\textstyle x\mathrm {d} y+y\mathrm {d} x+\mathrm {d} x\mathrm {d} y)=\,}, mais {\textstyle \mathrm {d} x\mathrm {d} y} étant une quantité infiniment petite devant {\textstyle x\mathrm {d} y} ou {\textstyle y\mathrm {d} x}, il est négligé, en appliquant la supposition indiquée plus haut.
- quotient : {\textstyle \mathrm {d} (x/y)=(y\mathrm {d} x-x\mathrm {d} y)/y^{2}}. En effet, si {\displaystyle z=x/y}, alors {\displaystyle x=yz} et {\textstyle \mathrm {d} x=y\mathrm {d} z+z\mathrm {d} y\,}, d'où l'on tire {\displaystyle \mathrm {d} z=(\mathrm {d} x-z\mathrm {d} y)/y=(y\mathrm {d} x-x\mathrm {d} y)/y^{2}}.
- puissance : pour {\textstyle m} une puissance donnée, {\textstyle \mathrm {d} (x^{m})=mx^{m-1}\mathrm {d} x}. Le cas {\textstyle m} entier positif est prouvé en itérant la règle de dérivation du produit, le cas {\textstyle m} entier négatif est prouvé en utilisant la règle de dérivation du quotient. Le cas rationnel est traité comme suit. Si {\textstyle z=x^{m/n}}, alors {\textstyle z^{n}=x^{m}} et donc {\textstyle nz^{n-1}\mathrm {d} z=mx^{m-1}\mathrm {d} x}, d'où l'on tire {\textstyle \mathrm {d} z}. Le cas {\textstyle m} irrationnel n'est pas traité dans l'ouvrage, le statut de ces nombres étant encore incertain à l'époque.

La dérivée d'une fonction telle que nous la concevons aujourd'hui n'est pas présente dans l'ouvrage. On y traite seulement de quantités variables, liées les unes aux autres, et des relations entre leurs variations infiniment petites, appelées différences.

### Section II:«Usage du calcul des différences pour trouver les tangentes de toutes sortes de lignes courbes»

Construction de la tangente à une courbe

La première application (proposition 1) du calcul des différences est la détermination des tangentes à une courbe, donnée par une équation quelconque reliant l'abscisse AP à l'ordonnée PM d'un point quelconque M de la courbe. La tangente est définie comme la droite prolongeant le segment [Mm], où m est un point infiniment proche de M. Les triangles MTP et mMR sont alors semblables. Or MR n'est autre que la variation infinitésimale {\textstyle \mathrm {d} x}, et Rm est la variation infinitésimale {\textstyle \mathrm {d} y}. En appliquant le calcul des différences sur l'équation de la courbe, on est en mesure d'établir une relation algébrique ou géométrique entre {\textstyle \mathrm {d} x} et {\textstyle \mathrm {d} y}. Par similitude, on en déduit la même relation entre TP et PM. Cela permet de déterminer le point T et donc de construire la tangente.
Le premier exemple donné est celui de la parabole {\textstyle ax=yy}, ce qui donne {\textstyle \mathrm {d} x/\mathrm {d} y=2y/a=\mathrm {TP} /\mathrm {PM} }. Comme {\textstyle \mathrm {PM} =y}, on en déduit que {\textstyle \mathrm {TP} =2yy/a=2x}. De multiples autres exemples sont ensuite traités (coniques, fonctions puissances, courbe algébrique de degré 3,...).
L'auteur traite également le cas des asymptotes, considérant celles-ci comme position limite de la tangente lorsque le point P s'éloigne indéfiniment (ex.3 et 4 de la prop.1).

Construction de la tangente à la cycloïde

L'étude ne se limite pas aux courbes données par une relation entre abscisse et ordonnée, mais également à des courbes définies par des relations géométriques plus variées. De ce point de vue, le cas de la cycloïde est exemplaire (ex.2 de la prop. 2). La cycloïde possède la propriété caractéristique que la longueur du segment [MP] joignant un point M quelconque de la cycloïde au point P du cercle générateur ayant même ordonnée, est égale à la longueur de l'arc AP joignant P au sommet A du cercle. Pour déterminer la tangente à la cycloïde, on prend ici x égal à la longueur de l'arc AP et y égal à celle du segment MP. On a donc {\textstyle x=y} et donc {\textstyle \mathrm {d} x=\mathrm {d} y}. Mais {\textstyle \mathrm {d} x} est égal à la longueur de l'arc infiniment petit Pp définissant la tangente en P au cercle, et {\textstyle \mathrm {d} y} est égal à la longueur du segment [mR], R étant tel que {\displaystyle \mathrm {MRpP} } forme un parallélogramme. En effet, on a {\displaystyle \mathrm {mp} =y+\mathrm {d} y}, mais {\displaystyle \mathrm {Rp} =\mathrm {MP} =y} donc {\displaystyle \mathrm {d} y=\mathrm {MR} }. Puisque {\displaystyle \mathrm {d} x=\mathrm {pP} =\mathrm {MR} =\mathrm {d} y=\mathrm {mR} }, cela signifie que le triangle infiniment petit mRM est isocèle. Mais ce triangle est semblable au triangle {\displaystyle \mathrm {MPT} }, T étant l'intersection de la tangente au cercle et de la tangente à la cycloïde portée par [mM]. Donc MP = PT. On trouve donc le point T permettant de tracer la tangente à la cycloïde en portant sur la tangente au cercle en P le point situé à une distance de P égale à l'arc AP. L'auteur prouve par ailleurs que la tangente (MT) est parallèle à la corde (AP).
Cet exemple est représentatif de la démarche suivie dans l'ouvrage. La formule générale de l'équation d'une tangente n'est pas donnée. Les courbes sont souvent définies par un procédé géométrique sans recours à une représentation paramétrique des coordonnées du point courant qu'il suffirait de dériver. On établit une construction géométrique ayant pour but de déterminer l'élément cherché. Dans le cas de la tangente à une courbe, on cherche à déterminer le segment [TP], qu'on appelle sous-tangente à la courbe. Le raisonnement est purement géométrique, mais fait intervenir des éléments géométriques infiniment petits (segments, triangles, angles,...), le calcul des différences intervenant seulement dans la détermination de ces éléments géométriques infiniment petits.
Les seize propositions de la section multiplient les exemples et permettent en particulier de déterminer les tangentes aux courbes les plus célèbres à l'époque, spirale d'Archimède (prop.5), conchoïde de Nicomède (prop.6), cissoïde de Dioclès (prop.8), quadratrice de Dinostrate (prop.9), spirale logarithmique...

### Section III:«Usage du calcul des différences pour trouver les plus grandes et les moindres appliquées, où se réduisent les questions de maximis & minimis»
Cette section traite des questions relatives à la détermination de l'extremum d'une fonction. Elle étudie les quantités qui décroissent continûment avant de croître, ou au contraire, qui croissent continûment avant de décroître.
Elle est remarquable par la façon dont y sont traités les nombres négatifs, dont le statut était encore incertain à l'époque.

Sens de variation d'une fonction

La proposition générale établit le sens de variation des quantités considérées et énonce que « Lorsque AP croissant, PM croît aussi, il est évident que sa différence Rm sera positive par rapport à celle de AP, et qu'au contraire lorsque PM diminue, la coupée AP croissant toujours, sa différence sera négative. Or toute quantité qui croît ou diminue continûment ne peut devenir de positive négative, qu'elle ne passe par l'infini ou par le zéro, savoir par le zéro lorsqu'elle va d'abord en diminuant, et par l'infini lorsqu'elle va d'abord en augmentant ». Ainsi, les quantités négatives sont obtenues de deux façons, ou bien en passant par le zéro en décroissant, ou bien en passant par l'infini en croissant. L'auteur de l'ouvrage cherchera donc un extremum non seulement quand la différence mR s'annulera, mais également lorsqu'elle deviendra infinie. Cette démarche, surprenante de nos jours, permet en fait non seulement de traiter le cas d'un extremum avec tangente horizontale (mR s'annule), mais également d'un extremum en un point de rebroussement avec tangente verticale. L'auteur justifie son point de vue en soulignant que, même dans le cas d'une tangente horizontale, la sous-tangente PT change de signe en passant par l'infini. Cette pratique consistant à chercher un extremum en rendant une certaine quantité nulle ou infinie est également utilisée dans la section suivante pour déterminer aussi bien les points d'inflexion que les points de rebroussement.
Suivent treize exemples, donc certains sont liés à des problèmes optiques (l'ex. 11 n'est autre qu'une présentation concrète du principe de Fermat), mécaniques (ex. 12), ou astronomique (ex. 13).

### Section IV:«Usage du calcul des différences pour trouver les points d'inflexion et de rebroussement»
La section suivante a pour objet la recherche des points d'inflexion et de rebroussement d'une courbe. Les deux sujets sont traités dans le même chapitre car l'auteur considère que, dans les deux cas, la courbe se trouve de part et d'autre de la tangente au point considéré, en poursuivant son chemin dans le cas du point d'inflexion, et en revenant en arrière dans le cas du point de rebroussement (def. 2). Ce qui distingue les deux points dans l'ouvrage, c'est que (prop. 2) :
- pour un point d'inflexion, la tangente occupe une position extrémale en un tel point lorsque l'abscisse du point de la courbe varie continûment.
- pour un point de rebroussement, l'abscisse d'un tel point est extrémale lorsque la tangente varie continûment le long de la courbe.

Définition d'une différence seconde

Ainsi, dans les deux cas, il s'agit de résoudre un problème d'extremum, inverse l'un de l'autre. Cependant, puisque la tangente s'exprime au moyen des différences premières des variables, un calcul d'extremum faisant intervenir la tangente devra prendre en compte les différences secondes des variables. La section IV commence donc par la définition d'une telle différence seconde (def.1). Supposons qu'un point M parcourt une courbe. Lors d'un accroissement infiniment petit {\textstyle \mathrm {d} x=\mathrm {Pp} } de son abscisse, l'ordonnée PM varie d'une quantité infiniment petite {\textstyle \mathrm {d} y=\mathrm {Rm} }. Si l'abscisse varie à nouveau d'une quantité infiniment petite {\textstyle \mathrm {d} x=\mathrm {pq} }, égale par exemple à Pp, alors l'ordonnée variera d'une quantité infiniment petite Sn. Si l'on trace un triangle mSH isométrique au triangle MRm, on constate que la variation Sn diffère de la variation {\textstyle \mathrm {d} y} précédente mR ou SH d'une quantité nH. Cette quantité nH est la variation de {\textstyle \mathrm {d} y}, infiniment petite devant {\textstyle \mathrm {d} y} elle-même, et s'appelle différence seconde de y, dotée {\textstyle \mathrm {dd} y}.
Dans le cas d'une courbe représentée en coordonnées cartésiennes, l'abscisse du point T où la tangente coupe l'axe des abscisses est {\textstyle x-y\mathrm {d} x/\mathrm {d} y}. On cherche à rendre cette quantité extrémale. Pour cela, on calcule sa différence, et en supposant le pas {\textstyle \mathrm {d} x} constant, on obtient, après simplification {\textstyle \mathrm {dd} y}, quantité que l'auteur rend nulle ou infinie pour obtenir un extremum. Il remarque également que le changement de concavité signifie un changement de signe de la différence seconde {\textstyle \mathrm {dd} y}. La démarche est donc très proche de la démarche moderne, où l'on annule la dérivée seconde de la fonction représentée par la courbe.
L'auteur traite également de situations plus compliquées, et en particulier un cas comparable à une représentation polaire d'une courbe, mais la comparaison avec les formules modernes est plus délicate. En effet, les variables considérées sont {\displaystyle y=r} distance du point de la courbe au pôle, mais l'autre variable n'est pas simplement l'angle polaire {\displaystyle \theta }. x est choisi de façon que {\displaystyle \mathrm {d} x=r\mathrm {d} \theta }, sans qu'on précise davantage à quelle grandeur correspond x. La prop.2 énonce alors que les points d'inflexion ou de rebroussement sont parmi ceux qui vérifient {\displaystyle \mathrm {d} x^{2}+\mathrm {d} y^{2}-y\mathrm {dd} y} nul ou infini, {\textstyle \mathrm {d} x} étant considéré comme constant. On retrouve la formule moderne en posant {\displaystyle r'=dr/d\theta }, {\displaystyle r''=d^{2}r/d\theta ^{2}}, {\displaystyle \mathrm {d} y=\mathrm {d} r=r'\mathrm {d} \theta }, {\displaystyle \mathrm {dd} y=\mathrm {d} ^{2}y=r''\mathrm {d} \theta ^{2}+r'\mathrm {d} ^{2}\theta } et en calculant {\displaystyle \mathrm {d} ^{2}\theta } à partir du fait que {\displaystyle 0=\mathrm {dd} x=\mathrm {d} ^{2}x=r'\mathrm {d} \theta ^{2}+r\mathrm {d} ^{2}\theta }. On obtient alors {\displaystyle \mathrm {d} x^{2}+\mathrm {d} y^{2}-y\mathrm {d} ^{2}y=(r^{2}+2r'^{2}-rr'')\mathrm {d} \theta ^{2}}.

### Section V:«Usage du calcul des différences pour trouver les développées»
La développée d'une courbe est le lieu de ses centres de courbure. L'auteur donne plusieurs démonstrations pour déterminer le centre de courbure, que ce soit dans un repère cartésien ou en polaire, ou bien en donnant directement le rayon de courbure ou bien en donnant la projection du centre de courbure sur une droite prédéterminée (prop. 1). Le calcul utilise la notion de différence seconde introduite dans la section précédente.

Calcul du rayon de courbure en cartésien

En cartésien, l'auteur donne pour rayon de courbure la quantité {\displaystyle {\frac {(\mathrm {d} x^{2}+\mathrm {d} y^{2})^{3/2}}{-\mathrm {d} x\,\mathrm {dd} y}}}, la différence seconde {\textstyle \mathrm {dd} y} étant calculée pour {\textstyle \mathrm {d} x} constant. La formule moderne du rayon de courbure d'un arc paramétré {\displaystyle {\frac {(x'^{2}+y'^{2})^{3/2}}{x''y'-x'y''}}}, en prenant les mêmes conventions de signe que l'auteur, donne le même résultat en prenant {\displaystyle x''=0}. Pour obtenir ce résultat, l'auteur procède comme suit. Il considère la normale à la courbe en un point M, et la normale à la courbe en un point infiniment proche m. Les deux normales se coupent au point C, centre de courbure. Le rayon de courbure est la longueur MC. Or, on a {\displaystyle \mathrm {AP} =x}, {\displaystyle \mathrm {PM} =y}, {\displaystyle \mathrm {MR} =\mathrm {Pp} =\mathrm {d} x}, {\displaystyle \mathrm {R} m=\mathrm {d} y}. Comme les triangles MRm et mRG sont semblables, on en déduit que {\displaystyle \mathrm {RG} =\mathrm {d} y^{2}/\mathrm {d} x} et donc, {\displaystyle MG={\frac {\mathrm {d} x^{2}+\mathrm {d} y^{2}}{\mathrm {d} x}}}. MRm est également semblable à MPQ, avec MP = y, donc {\displaystyle PQ={\frac {y\,\mathrm {d} y}{\mathrm {d} x}}} et {\displaystyle MQ={\frac {y{\sqrt {\mathrm {d} x^{2}+\mathrm {d} y^{2}}}}{\mathrm {d} x}}}. Comme AP = x, on en déduit {\displaystyle AQ=x+{\frac {y\,\mathrm {d} y}{\mathrm {d} x}}}. On obtient Qq en calculant la différence de cette quantité, {\textstyle \mathrm {d} x} étant considéré comme constant, ce qui donne {\displaystyle Qq=\mathrm {d} +{\frac {\mathrm {d} y^{2}+y\,\mathrm {dd} y}{\mathrm {d} x}}}. Enfin, CMG et CQq étant des triangles semblables, on en déduit que {\displaystyle \mathrm {MC} =\mathrm {MG} \times {\frac {\mathrm {QM} }{\mathrm {MG} -\mathrm {Qq} }}}, ce qui donne la valeur annoncée, connaissant MG, MQ et Qq.

Calcul du rayon de courbure en polaire

En polaire, la formule donnée par l'auteur est {\displaystyle {\frac {y(\mathrm {d} x^{2}+\mathrm {d} y^{2})^{3/2}}{\mathrm {d} x^{3}+\mathrm {d} x\,\mathrm {d} y^{2}-y\,\mathrm {d} x\,\mathrm {dd} y}}}, avec y = r et {\displaystyle \mathrm {d} =rd\theta }. On retrouve la formule moderne d'une courbe polaire où r est fonction de {\displaystyle \theta } {\displaystyle {\frac {(r^{2}+r'^{2})^{3/2}}{r^{2}+2r'^{2}-rr''}}}, en tenant compte des remarques faites à la fin de la section précédente. Le calcul se fait comme suit. B est le pôle d'où sont issus les rayons BM de longueur y. La quantité MR vaut {\textstyle \mathrm {d} x} et {\textstyle \mathrm {Rm} =\mathrm {d} y}, de sorte que {\displaystyle Mm={\sqrt {\mathrm {d} x^{2}+\mathrm {d} y^{2}}}}. On projette orthogonalement B en F sur la normale (MC) en M, et en f sur la normale (mC) en m. C est le centre de courbure. Les triangles mMR et BMF sont semblables, de sorte que {\displaystyle BF={\frac {y\,\mathrm {d} y}{\sqrt {\mathrm {d} x^{2}+\mathrm {d} y^{2}}}}} et {\displaystyle \mathrm {MF} =\mathrm {MH} ={\frac {y\,\mathrm {d} x}{\sqrt {\mathrm {d} x^{2}+\mathrm {d} y^{2}}}}}. La différence de BF est {\displaystyle \mathrm {Bf} -\mathrm {BF} =\mathrm {Hf} }, ce qui donne, en supposant {\textstyle \mathrm {d} x} constant, {\displaystyle Hf={\frac {\mathrm {d} x^{2}\,\mathrm {d} y^{2}+\mathrm {d} y^{4}+y\,\mathrm {d} x^{2}\,\mathrm {dd} y}{(\mathrm {d} x^{2}+\mathrm {d} y^{2})^{3/2}}}}. Enfin, les triangles CMm et CHf étant semblables, on en déduit que {\displaystyle CM=Mm\times {\frac {MH}{Mm-Hf}}} ce qui donne le résultat annoncé, en remplaçant Mm, MH et Hf par leurs valeurs.
L'auteur remarque qu'on attribue généralement une longueur infinie au rayon de courbure en un point d'inflexion et un rayon de courbure nulle en un point de rebroussement, mais que cette règle n'est pas toujours vraie. Il donne comme contre-exemple la développante d'une courbe ayant un point d'inflexion, à partir de ce point. La développante aura elle-même un point d'inflexion mais le rayon de courbure y sera nul.

Longueur et aire de la cycloïde

Les exemples traités sont multiples : coniques (ex.1, 2 et 4), courbe exponentielle (ex.5), spirale logarithmique (ex.6). Dans l'ex.2 qui concerne l'hyperbole, l'auteur cherche en quel point le rayon de courbure est minimal, ce qui l'amène à considérer une différence troisième {\textstyle \mathrm {ddd} y}. L'ex.8 est particulièrement intéressant puisqu'il démontre que la développée d'une cycloïde est elle-même une cycloïde, translatée de la première. L'auteur donne également la longueur d'une portion de cycloïde (cor.1), ainsi que son aire (cor.2). Sur la figure ci-contre, la longueur de l'arc de cycloïde AM est le double de la longueur de la corde AE du cercle générateur, et l'aire du domaine MGBA de la cycloïde est le triple de l'aire BEZA du disque. Le point G est l'intersection de la normale en M à la cycloïde avec l'axe des abscisses. Le segment [MG] est translaté de [EB].
Il traite également la développée d'une épicycloïde (ex.9) ou d'une hypocycloïde (cor.3). Il signale l'existence de points de rebroussement de seconde espèce, « ce que personne, que je sache, n'a encore considéré ».

### Section VI:«Usage du calcul des différences pour trouver les caustiques par réflexion»

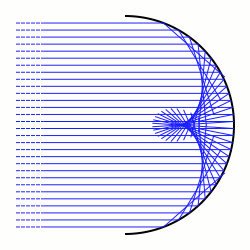
Caustique par réflexion d'un demi-cercle, la source lumineuse étant située à l'infini

Une caustique par réflexion est l'enveloppe des rayons lumineux réfléchis sur une surface, et provenant d'un point, éventuellement situé à l'infini. L'auteur cependant ne va pas utiliser la théorie des enveloppes qui fera l'objet de la section VIII, mais celle des développées, exposée dans la section précédente.

La caustique (en rouge) est la développée de la courbe orthotomique (en bleu). Les rayons lumineux sont issus de B, se réfléchissent en M. Les rayons réfléchis sont tangents en F à la caustique. L est le symétrique de B par rapport à la tangente en M à courbe réfléchissante

En effet, soit B la source des rayons lumineux, M le point général de la surface réfléchissante, L le symétrique de B par rapport à la tangente en M à la surface réfléchissante. Lorsque M varie, L décrit une courbe appelée aujourd'hui courbe orthotomique. L'auteur prouve que cette courbe est obtenue en faisant rouler le symétrique de la courbe réfléchissante par rapport à une de ses tangentes sur elle-même. Il prouve également que les rayons réfléchis sont les normales à la courbe orthotomique et enfin que le point de contact entre le rayon réfléchi et la caustique n'est autre que le centre de courbure de la courbe orthotomique. Autrement dit, la caustique est la développée de la courbe orthotomique.
Au cours de son étude, l'auteur distingue les cas où les rayons réfléchis converge (caustique réelle) de ceux où ils divergent (caustique virtuelle). Le premier cas se produit lorsque la courbe réfléchissante est convexe vers B et que B est extérieur au cercle de diamètre ayant pour extrémités M et le milieu du segment [MC], C étant le centre de courbure de la courbe réfléchissante au point M considéré. Le second cas se produit lorsque la courbe réfléchissante est convexe vers B et que B est intérieur au sus-dit cercle, ou bien lorsque la courbe réfléchissante est concave.
L'auteur donne ensuite de nombreux exemples de courbes réfléchissantes : 
- coniques avec B au foyer,
- parabole avec les rayons incidents perpendiculaires à l'axe, demi-cercle avec les rayons incidents perpendiculaires au diamètre (la caustique est une néphroïde),
- cercle avec B sur la circonférence (la caustique est une cardioïde),
- cycloïde avec les rayons incidents parallèles à l'axe de symétrie (la caustique est une cycloïde deux fois plus petite),
- cycloïde avec les rayons incidents parallèles à la base,
- épicycloïdes,
- spirale logarithmique, B étant au centre (la caustique est une spirale logarithmique isométrique à la première)

L'auteur se pose également le problème inverse. Le foyer B et la caustique étant donnés, déterminer les courbes réfléchissantes possibles. Il montre qu'il y en a une infinité.

### Section VII:«Usage du calcul des différences pour trouver les caustiques par réfraction»
L'auteur poursuit son étude des caustiques en considérant cette fois-ci des surfaces réfractantes. Il applique la loi de Descartes sur les rayons réfractés et généralise les résultats trouvés dans la section précédente.
Il traite en particulier l'exemple d'un quart de cercle comme courbe réfractante, les rayons issus de l'infini arrivant sur la partie concave ou convexe de ce cercle. Il note que, selon les cas, la caustique peut s'arrêter du fait que les rayons lumineux cessent de se réfracter et se réfléchissent.
Il traite également le cas de la spirale logarithmique, les rayons partant de son centre. Il montre que la caustique réfractée est une autre spirale logarithmique, isométrique à la première.
L'auteur se pose le problème inverse. Une caustique et un foyer étant donnés, trouver les courbes réfractantes possibles. À cette occasion, il est amené à chercher le lieu des points M tels que nBM = mKM, B, K, n et m étant donnés, et prouve qu'il s'agit d'un cercle.
Dans le cas où la caustique réfractante se réduit à un point, les courbes réfléchissantes cherchées sont les ovales de Descartes.

### Section VIII:«Usage du calcul des différences pour trouver les points des lignes courbes qui touchent une infinité de lignes données de position, droites ou courbes»
L'objet de la section est de déterminer l'enveloppe d'une famille de courbe. Aucune théorie générale n'est donnée et seuls des exemples sont traités. La démarche générale consiste à déterminer le point général de cette enveloppe comme intersection de deux courbes infiniment proches de la famille. Dans la prop. 4 de cette section, l'auteur note en particulier que l'enveloppe des normales à une courbe n'est autre que sa développée.

Enveloppe d'une famille de paraboles

La prop. 1 traite le cas d'une famille de paraboles passant par un point donné et dont les sommets appartiennent à une courbe donnée. L'auteur considère plus particulièrement le cas où la courbe donnée est une demi-ellipse d'équation {\displaystyle x^{2}=4ay-y^{2}} (en bleu sur la figure ci-contre). En effet, dans ce cas, les paraboles sont les trajectoires d'un projectile lancé avec une vitesse donnée. L'enveloppe des paraboles consiste alors en la parabole de sûreté au-delà de laquelle il est impossible d'atteindre une cible.
La prop. 2 recherche l'enveloppe d'une famille de cercles centrés sur l'axe des abscisses, et dont les rayons varient continûment suivant une loi donnée.

Enveloppe d'une famille de droites, donnant une astroïde

La prop. 3 détermine l'enveloppe d'une famille de droites données par leur intersection M et N avec les deux axes. Le cas particulier où MN est une longueur constante donne pour enveloppe une astroïde. Son équation algébrique est donnée par l'auteur, ainsi que sa longueur et la longueur d'une de ses développante.
Plus généralement, la prop. 5 traite le cas d'une famille de droites dont les intersections M et N avec deux courbes données gardent une distance MN constante.
La prop. 6 traite le cas d'une famille de droites données par deux points M et N définis de la façon suivante : un point L parcourt une première courbe donnée ; de L sont issues les tangentes à deux autres courbes données, les points de contact de ces deux tangentes étant M et N.

### Section IX:«Solution de quelques problèmes qui dépendent des méthodes précédentes»
La prop. 1 consiste à déterminer la valeur à attribuer à une quantité {\displaystyle y} dépendant d'une variable {\displaystyle x} pour la valeur {\displaystyle a} de cette variable, lorsque {\displaystyle y} s'écrit comme une fraction dont le numérateur et le dénominateur s'annulent tous deux en {\displaystyle a}. Pour cela, on calcule la différence du numérateur et la différence du dénominateur en {\displaystyle a} et on fait le quotient des résultats obtenus. En effet, si {\displaystyle y=\mathrm {P} (x)/\mathrm {Q} (x)}, alors, pour {\displaystyle x} infiniment proche de {\displaystyle a}, {\displaystyle \mathrm {P} (x)} peut être remplacé par {\displaystyle \mathrm {dP} (x)} ou {\displaystyle \mathrm {dP} (a)}, et de même pour le dénominateur. En notation moderne, cette proposition est devenue la règle de L'Hôpital. Varignon, dans ses Éclaircissements sur l'Analyse des Infiniment Petits (1725), propose d'itérer le procédé au cas où {\displaystyle \mathrm {dP} } et {\displaystyle \mathrm {dQ} } s'annulent en {\displaystyle a}. L'auteur donne pour exemple :
{\displaystyle y={\frac {{\sqrt {2a^{3}x-x^{4}}}-a{\sqrt[{3}]{a^{2}x}}}{a-{\sqrt[{4}]{ax^{3}}}}}}
On a {\displaystyle \mathrm {dP} ={\frac {a^{3}\,\mathrm {d} x-2x^{3}\,\mathrm {d} x}{\sqrt {2a^{3}x-x^{4}}}}-{\frac {a^{2}\,\mathrm {d} x}{3{\sqrt[{3}]{ax^{2}}}}}} qui vaut {\displaystyle -{\frac {4}{3}}a\,\mathrm {d} x} en {\displaystyle a}, et {\displaystyle \mathrm {dQ} =-{\frac {3a\,\mathrm {d} x}{4{\sqrt[{4}]{a^{3}x}}}}} qui vaut {\displaystyle -{\frac {3}{4}}\mathrm {d} x} en {\displaystyle a}. Donc le {\displaystyle y} cherché vaut {\displaystyle {\frac {16a}{9}}}.
Les quatre autres propositions de la section traitent d'un certain nombre de problèmes sur les cycloïdes, épicycloïdes et hypocycloïdes (tangente, normale, centre de courbure, aire).

### Section X:«Nouvelle manière de se servir du calcul des différences dans les courbes géométriques, d'où l'on déduit la méthode de MM. Descartes etHudde»
La méthode évoquée est celle relative à la recherche d'une racine double à une équation du type (en notation moderne) :
{\displaystyle a_{0}+a_{1}x+a_{2}x^{2}+...=0}
Elle consiste à écrire une nouvelle équation obtenue en multipliant les coefficients de la première équation par une suite arithmétique quelconque, par exemple, m étant un entier quelconque :
{\displaystyle ma_{0}+(m+1)a_{1}x+(m+2)a_{2}x^{2}+...=0}
et à chercher une racine commune aux deux équations. Pour une racine triple, on forme une troisième équation en opérant de même sur la deuxième équation. Au sens moderne, cela revient à dire qu'un polynôme admet une racine double s'il s'annule, ainsi que sa dérivée (éventuellement après multiplication par xm) au point cherché.
L'auteur applique cette méthode sur plusieurs problèmes consistant à obtenir un point multiple solution.

La proposition 1 traite ainsi de la recherche de maximum. Étant donné une expression algébrique en x et en y, la valeur maximale de y est trouvée en cherchant pour quel y on obtient une racine double en x. En effet, cela signifie que la droite parallèle à l'axe des abscisses et d'ordonnée y aura un point double avec la courbe et en sera donc tangente. L'auteur traite le cas du folium de Descartes d'équation {\displaystyle x^{3}-axy+y^{3}=0}. Il multiplie les coefficients de l'équation respectivement par 3, 2, 1, 0 et obtient {\displaystyle 3x^{3}-axy=0} donc {\displaystyle y={\tfrac {3x^{2}}{a}}} qu'on reporte dans l'équation initiale, ce qui donne {\displaystyle x={\tfrac {{\sqrt[{3}]{2}}a}{3}}} et {\displaystyle y={\tfrac {{\sqrt[{3}]{4}}a}{3}}}. En prenant la progression 2, 1, 0, -1, on aurait obtenu {\displaystyle 2x^{3}-y^{3}=0} et donc {\displaystyle y={\sqrt[{3}]{2}}x}, et en prenant 0, -1, -2, -3, on obtient {\displaystyle 2axy-3y^{3}=0} soit {\displaystyle x={\tfrac {3y^{2}}{2a}}}.
La proposition 2 détermine la tangente à une courbe passant par un point donné en cherchant la droite passant par ce point et dont l'intersection avec la courbe donne un point double. Par exemple, pour chercher la tangente à la parabole d'équation {\displaystyle ax=y^{2}} passant par le point (0, t), l'auteur prend la droite d'équation {\displaystyle x={\tfrac {s}{t}}(y-t)} ce qui donne l'équation suivante, où s, x et y sont inconnues :
{\displaystyle ty^{2}-asy+ast=0}
Il multiplie les coefficients par 1, 0, –1 pour obtenir {\displaystyle y^{2}=as} et donc x = s, y = 2t et s = 4t2/a.
La proposition 3 recherche un point d'inflexion à une courbe en cherchant la droite coupant cette courbe en un point triple. Par exemple, pour la courbe {\displaystyle ay^{2}=xy^{2}+a^{2}x}, l'auteur prend la droite d'équation {\displaystyle x={\tfrac {s}{t}}(y-t)} (s et t inconnus) ce qui lui donne une première équation :
{\displaystyle sy^{3}-(s^{2}+at)y^{2}+a^{2}sy-a^{2}st=0}
Il multiplie les coefficients de cette équation par 1, 0, -1, -2, ce qui lui donne une deuxième équation :
{\displaystyle sy^{3}-a^{2}sy+2a^{2}st=0}
puis il multiplie les coefficients de cette dernière par 3, 2, 1, 0 pour obtenir une troisième équation :
{\displaystyle 3sy^{3}-a^{2}sy=0}
d'où les solutions {\displaystyle y^{2}={\frac {a^{2}}{3}}}, {\displaystyle x={\frac {a}{4}}}, {\displaystyle t={\frac {a}{3{\sqrt {3}}}}} et {\displaystyle s={\frac {a}{8}}}.
La proposition 4 recherche la normale à une courbe passant par un point C donné extérieur à la courbe en cherchant le cercle de centre C ayant un point d'intersection double avec la courbe. Ce point est appelé point touchant.
La proposition 5 recherche le cercle osculateur en un point donné de la courbe en cherchant le cercle ayant une intersection triple au point considéré. Ce point est appelé point baisant.
La méthode consistant à chercher des racines doubles est également appliquée à un problème de caustique (proposition 6) ou d'enveloppe de paraboles (proposition 7).
L'auteur souligne que ces méthodes sont moins performantes que celles exposées dans les sections précédentes, ces dernières s'appliquant non seulement à des expressions algébriques, mais également transcendantes.